# Johann Ernst Hintz
Johann Ernst Hintz (* 18. Januar 1845 in Hermannstadt; † 2. November 1920 ebenda) war ein siebenbürgischer Politiker.

## Leben
Als Sohn eines Handelskammersekretärs geboren, studierte Hintz nach dem Besuch des Gymnasiums in Hermannstadt Rechtswissenschaften in Wien und Hermannstadt. Während seines Studiums wurde er 1864 Mitglied der Wiener akademischen Burschenschaft Olympia. Nach seinem Studium arbeitete er ab 1861 als Magistratssekretär in Kronstadt. 1871 bekam er das Advokatendiplom in Marosvásárhely. Nach weiteren Stationen, unter anderem ab 1878 als städtischer Wirtschaftsverwalter, wurde er 1896 Magistratsrat. 1896 wurde er für die Stadt Kronstadt im Wahlkreis Honigberg Abgeordneter im Ungarischen Reichstag. Im Kronstädter Männergesangsverein engagierte er sich im Vorstand und wurde später Ehrenmitglied. 1905 ging er in den Ruhestand.